# Isla Goodenough
La isla Goodenough (en inglés: Goodenough island) es una isla en el mar de Salomón (identificada como Morata en los primeros mapas), que es la más occidental de las tres grandes islas del grupo D'Entrecasteaux, en la provincia Milne Bay de Papua Nueva Guinea. Se encuentra al este del territorio continental de Nueva Guinea y al suroeste de las islas Trobriand. No se debe confundir con la isla de Goodenough. Es más o menos de forma circular,  mide 39 por 26 kilómetros (24 por 16 millas) con una superficie de 687 kilómetros cuadrados (265 millas cuadradas) y una costa o litoral de 116 kilómetros (72 millas). Posee una franja costera de ancho variable de entre 2 hasta 10 kilómetros (1,2 a 6,2 millas).  La isla se eleva abruptamente hasta la cumbre del monte Vineuo, que alcanza los 2.536 metros (8.320 pies) sobre el nivel del mar, convirtiéndola en una de las islas más precipitadas en el mundo.